# U-332
U-332 — средняя немецкая подводная лодка типа VIIC времён Второй мировой войны.

## История
Заказ на постройку субмарины был отдан 23 сентября 1939 года. Лодка была заложена 16 декабря 1939 года на верфи Nordseewerke, Эмден, под строительным номером 204, спущена на воду 22 марта 1941 года. Лодка вошла в строй 7 июня 1941 года под командованием капитан-лейтенанта Иоганнеса Либе.

### Командиры
- 7 июня 1941 года — 27 января 1943 года капитан-лейтенант Иоганнес Либе
- 27 января 1943 года — 29 апреля 1943 года оберлейтенант цур зее Эберхард Хюттеманн

### Флотилии
- 7 июня 1941 года — 1 октября 1941 года — 3-я флотилия (учебная)
- 1 октября 1941 года — 29 апреля 1943 года — 3-я флотилия

### История службы
Лодка совершила 7 боевых походов, потопила 8 судов суммарным водоизмещением 46 729 брт, повредила одно судно водоизмещением 5 964 брт. Потоплена 29 апреля 1943 года в Бискайском заливе, у берегов Испании, в районе с координатами 45°08′ с. ш. 09°33′ з. д. глубинными бомбами с британского самолёта типа «Либерейтор». 45 погибших (весь экипаж).
До ноября 1989 года историки считали, что лодка была потоплена 2 мая 1943 года в Бискайском заливе в районе с координатами 44°48′ с. ш. 08°58′ з. д. глубинными бомбами с австралийского самолёта типа Sunderland. На самом деле в той атаке была потоплена U-465.

### Волчьи стаи
U-332 входила в состав следующих «волчьих стай»:
- Hartherz 4 — 7 февраля 1943
- Ritter 14 — 26 февраля 1943
- Wildfang 25 февраля — 7 марта 1943
- Burggraf 26 февраля — 7 марта 1943
- Westmark 6 марта — 11 марта 1943

### Атаки на лодку
- 6 декабря 1941 года U-332 подверглась атаке британского самолёта типа «Каталина» и получила от разрывов бомб незначительные повреждения. Вслед за авиацией лодку атаковали эскортные корабли, однако субмарина сумела уйти от преследования.
- 9 декабря 1941 года лодка была сильно повреждена в результате атаки британского самолёта. Для устранения поломок пришлось возвращаться на базу.
- 21 марта 1943 года лодка была атакована британским «Веллингтоном» с огнями Лея и получила тяжёлые повреждения, в том числе потеряла способность к погружению. Четыре отправленных для эскортирования лодки немецких самолёта Ю-88 были атакованы британскими истребителями типа Beufighter. Два Юнкерса были сбиты, оставшиеся два ретировались. За это время подводники залатали прочный корпус и, погрузившись на небольшую глубину, продолжили возвращение на базу.